# العلاقات الجامايكية الغيانية
العلاقات الجامايكية الغيانية هي العلاقات الثنائية التي تجمع بين جامايكا وغيانا.

## مقارنة بين البلدين
هذه مقارنة عامة ومرجعية للدولتين:
| وجه المقارنة                                              | جامايكا       | غيانا        |
| --------------------------------------------------------- | ------------- | ------------ |
| المساحة (كم2)                                             | 10.99 ألف     | 214.97 ألف   |
| عدد السكان (نسمة)                                         | 2.95 مليون    | 777.86 ألف   |
| الكثافة السكانية (ن./كم²)                                 | 268.43        | 3.62         |
| العاصمة                                                   | كينغستون      | جورج تاون    |
| اللغة الرسمية                                             | لغة إنجليزية  | لغة إنجليزية |
| العملة                                                    | دولار جامايكي | دولار غياني  |
| الناتج المحلي الإجمالي (بليون دولار)                      | 14.77 مليار   | 3.68 مليار   |
| الناتج المحلي الإجمالي (تعادل القوة الشرائية) بليون دولار | 24.79 مليار   | 5.77 مليار   |
| الناتج المحلي الإجمالي الاسمي للفرد دولار أمريكي          | 5.23 ألف      | 4.13 ألف     |
| الناتج المحلي الإجمالي للفرد دولار أمريكي                 | 8.88 ألف      |              |
| مؤشر التنمية البشرية                                      | 0.719         |              |
| رمز المكالمات الدولي                                      | +1876         | +592         |
| رمز الإنترنت                                              | .jm           | .gy          |
| المنطقة الزمنية                                           | 00            | 00           |

## منظمات دولية مشتركة
يشترك البلدان في عضوية مجموعة من المنظمات الدولية، منها:
| علم المنظمة | اسم المنظمة                                                          | تاريخ انضمام جامايكا | تاريخ انضمام غيانا |
| ----------- | -------------------------------------------------------------------- | -------------------- | ------------------ |
|             | الجماعة الكاريبية                                                    | 1 أغسطس 1973         | 1 أغسطس 1973       |
|             | وكالة ضمان الاستثمار متعدد الأطراف                                   | 12 أبريل 1988        | 18 يناير 1989      |
|             | الأمم المتحدة                                                        | 18 سبتمبر 1962       | 20 سبتمبر 1966     |
|             | وكالة حظر الأسلحة النووية في أمريكا اللاتينية ومنطقة البحر الكاريبي ‏ | ?                    | ?                  |
|             | دول الكومنولث                                                        | ?                    | ?                  |
|             | منظمة حظر الأسلحة الكيميائية                                         | ?                    | ?                  |
|             | منظمة التجارة العالمية                                               | ?                    | ?                  |
|             | منظمة الشرطة الجنائية الدولية                                        | ?                    | ?                  |
|             | يونسكو                                                               | 7 نوفمبر 1962        | 21 مارس 1967       |
|             | مجموعة دول أفريقيا والكاريبي والمحيط الهادئ                          | ?                    | ?                  |
|             | الاتحاد البريدي العالمي                                              | ?                    | ?                  |
|             | البنك الدولي للإنشاء والتعمير                                        | 21 فبراير 1963       | 26 سبتمبر 1966     |
|             | بنك التنمية الكاريبي ‏                                                | ?                    | ?                  |
|             | الاتحاد الدولي للاتصالات                                             | 18 فبراير 1963       | 8 مارس 1967        |
|             | مؤسسة التمويل الدولية                                                | 31 مارس 1964         | 4 يناير 1967       |
|             | المركز الدولي لتسوية المنازعات الاستشارية                            | 14 أكتوبر 1966       | 10 أغسطس 1969      |
|             | تحالف الدول الجزرية الصغيرة                                          | ?                    | ?                  |

## أعلام
هذه قائمة لبعض الشخصيات التي تربطها علاقات بالبلدين:
- كالوم هاريوت (لاعب كرة قدم بريطاني، 4 مارس 1994[18] – )

## وصلات خارجية
- موقع وزارة الخارجية الجامايكية
- موقع وزارة الخارجية الغيانية